# Петренко, Николай Иванович
Никола́й Ива́нович Петре́нко (укр. Микола Іванович Петренко; 20 декабря 1958, Чернигов — 21 июня 2016, Киев) — советский и украинский театральный деятель, диктор. Заслуженный работник культуры Украины (1993), директор (с 1986) и художественный руководитель (1986—2015) Киевского государственного театра кукол, получившего под его руководством статус академического. Был известен также как «голос» киевского метрополитена.

## Биография
Окончил Киевский университет театра, кино и телевидения имени И. К. Карпенко-Карого (1981).
В 1986 году стал директором и художественным руководителем Киевского государственного театра кукол. В бытность Петренко на этих должностях театру присвоено звание академического (решение коллегии Министерства культуры Украины, 30 октября 2002). Тогда же, в 2002 году, коллектив театра был награждён Почётной грамотой Кабинета Министров Украины. Несколькими годами позже, в декабре 2005, театр, ранее (до 1997) долгие годы находившийся в здании синагоги Бродского, обрёл постоянное здание. В церемонии открытия нового здания, построенного на улице Грушевского, принял участие президент страны Виктор Ющенко (19 декабря).
Выступил инициатором прошедших в Киеве (1991, 1993, 1995, 1997, 2007) Международных фестивалей театров кукол, был их основателем и художественным руководителем.
В сентябре 2015 года в театре произошёл скандал: уволенный из театра сотрудник, который ранее уже отсудил у театра компенсацию морального ущерба за увольнение, пожаловался в рабочую группу по выявлению коррупционных действий на «факты коррупции, а именно: нецелевое использование коммунального имущества с целью получения заработка, который нигде не фиксируется. Например, проведение конференций, презентаций и тому подобное». Также он обвинил руководство театра в финансовых махинациях с заработной платой сотрудников — якобы в театре числились «мёртвые души», которым ежемесячно переводились деньги.
Сотрудники театра выразили мнение, что так бывший сотрудник решил отомстить его руководству.
Незадолго до скандала, 27 августа 2015 года, был освобожден от должности художественного руководителя театра: на эту должность был назначен Руслан Неупокоев.

## Награды и звания
- Заслуженный работник культуры Украины (1993)[4].
- Лауреат международной премии Дружба.